# Hermosa Beach (Kalifornija)
Hermosa Beach je grad u američkoj saveznoj državi Kalifornija. Prema popisu stanovništva iz 2010. u njemu je živjelo 19.506 stanovnika.